# Picnic (Unternehmen)

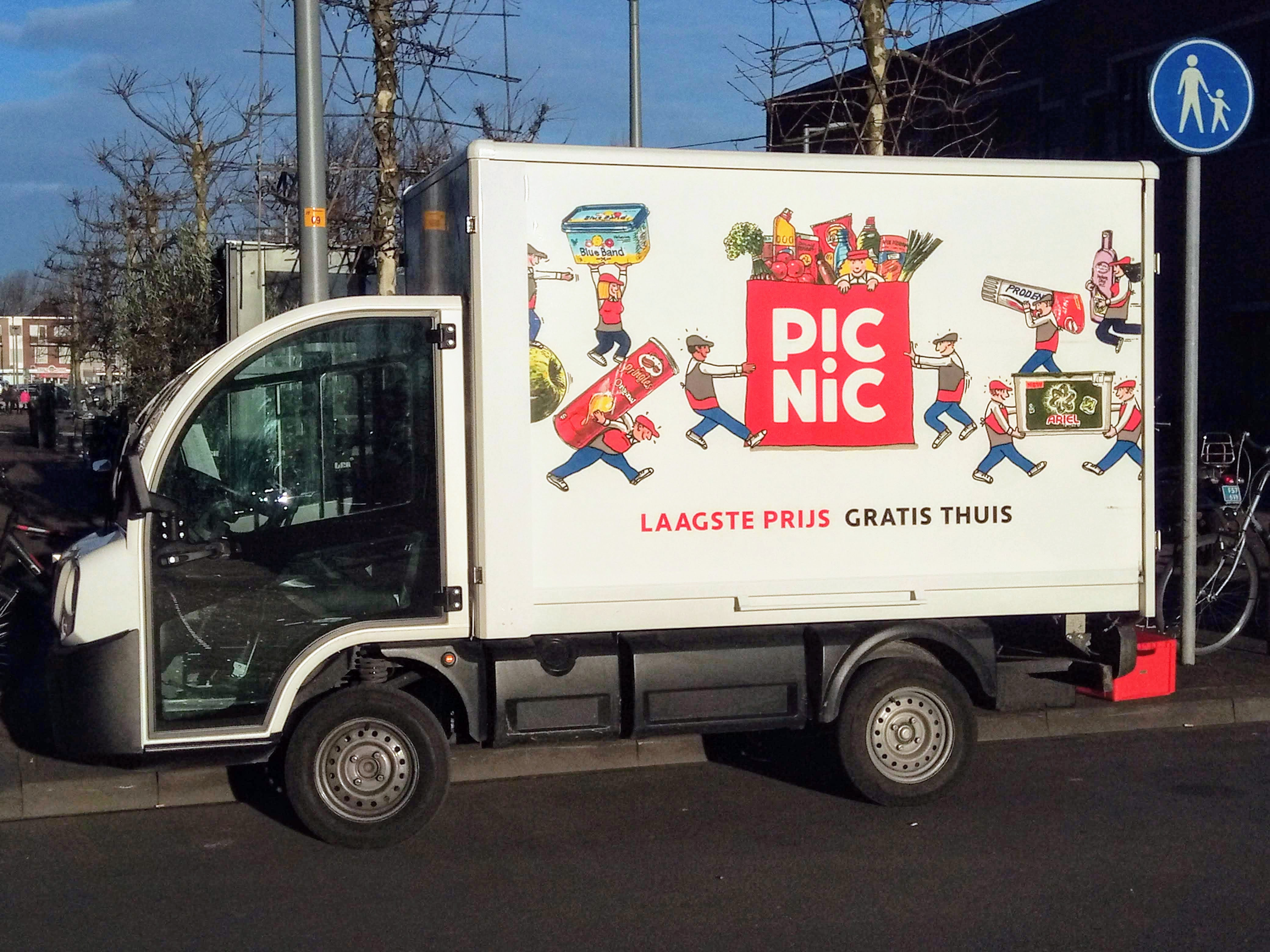
Picnic-Lieferwagen in den Niederlanden

Picnic ist ein Online-Supermarkt. Das niederländische Unternehmen wurde 2015 von Joris Beckers, Frederik Nieuwenhuys, Michiel Muller und Bas Verheijen in Amersfoort gegründet. Seit 2018 ist das Unternehmen in Nordrhein-Westfalen aktiv, seit 2021 auch in Frankreich. Geliefert wird in 45 Städten in Nordrhein-Westfalen (Stand April 2021), in 120 Städten in den Niederlanden (Stand Oktober 2022) und in 2 Städten in Frankreich (Stand April 2022).
Edeka Rhein-Ruhr ist mit 35 % an der Deutschland-Gesellschaft von Picnic beteiligt und liefert den Großteil der Lebensmittel, weshalb sich im Sortiment auch Produkte von Edeka-Eigenmarken befinden.
Die Zahl der Mitarbeiter wuchs von 500 im Jahr 2020 auf rund 2000 im April 2021. Der Umsatz wurde im Jahr 2020 – im Vergleich zum Vorjahr – für den Gesamtkonzern von 232,7 Mio. € auf 470 Mio. € verdoppelt; in Deutschland stieg er um 30 % auf 155 Mio. €.
Nachdem zunächst eine Expansion ins Vereinigte Königreich geplant war, wurden diese Pläne nach dem Brexit auf Spanien und Frankreich geändert; die französische Tochter Picnic SAS wurde Anfang 2021 gegründet.
Im Geschäftsjahr 2022 konnte Picnic seinen Umsatz um 27,7 % auf 918,3 Millionen Euro steigern, gleichzeitig stieg der Jahresfehlbetrag von 114,7 Millionen Euro im Jahr 2021 auf 208,7 Millionen Euro im Jahr 2022 an. Die deutsche Tochter – die Picnic GmbH – steigerte ihren Umsatz zwischen 2020 und 2021 von 77,4 Mio. auf 167,0 Mio. Euro, gleichzeitig wuchs der Verlust von 29,2 Mio. auf 57,8 Mio. Euro an.
Im April 2023 erweiterte Picnic sein Deutschlandgeschäft um Hamburg, im Laufe des Jahres sollen Berlin, Bremen und das Rhein-Main-Gebiet folgen.
Die Erweiterung des Liefergebiets um das Rhein-Main-Gebiet erfolgte im August 2023. In diesem Zusammenhang eröffnete das Unternehmen in Viernheim ein neues Lager mit einer Fläche von etwa 25.000 Quadratmetern, das vormals von der Kaufhof Warenhaus AG als Zentrallager betrieben worden war. Im Jahr 2025 wurde das Liefergebiet um erste Gebiete in Bayern und Baden-Württemberg erweitert.

## Konzept und Logistik
Picnic liefert in den Liefergebieten ähnlich wie Paketdienste ein- bis zweimal täglich. Kunden wird bei der Bestellung ein 60-minütiges Lieferzeitfenster genannt. Am Liefertag wird dieses auf 20 Minuten verkürzt. Die Lieferung kann am Liefertermin in der App über Live-Tracking verfolgt werden. Bestellungen bis 23 Uhr können in der Regel am kommenden Tag geliefert werden. Die Lieferungen werden zu Wunschzeiten angeboten. Diese bestimmt der Kunde zuvor beim Bestellvorgang in der App.

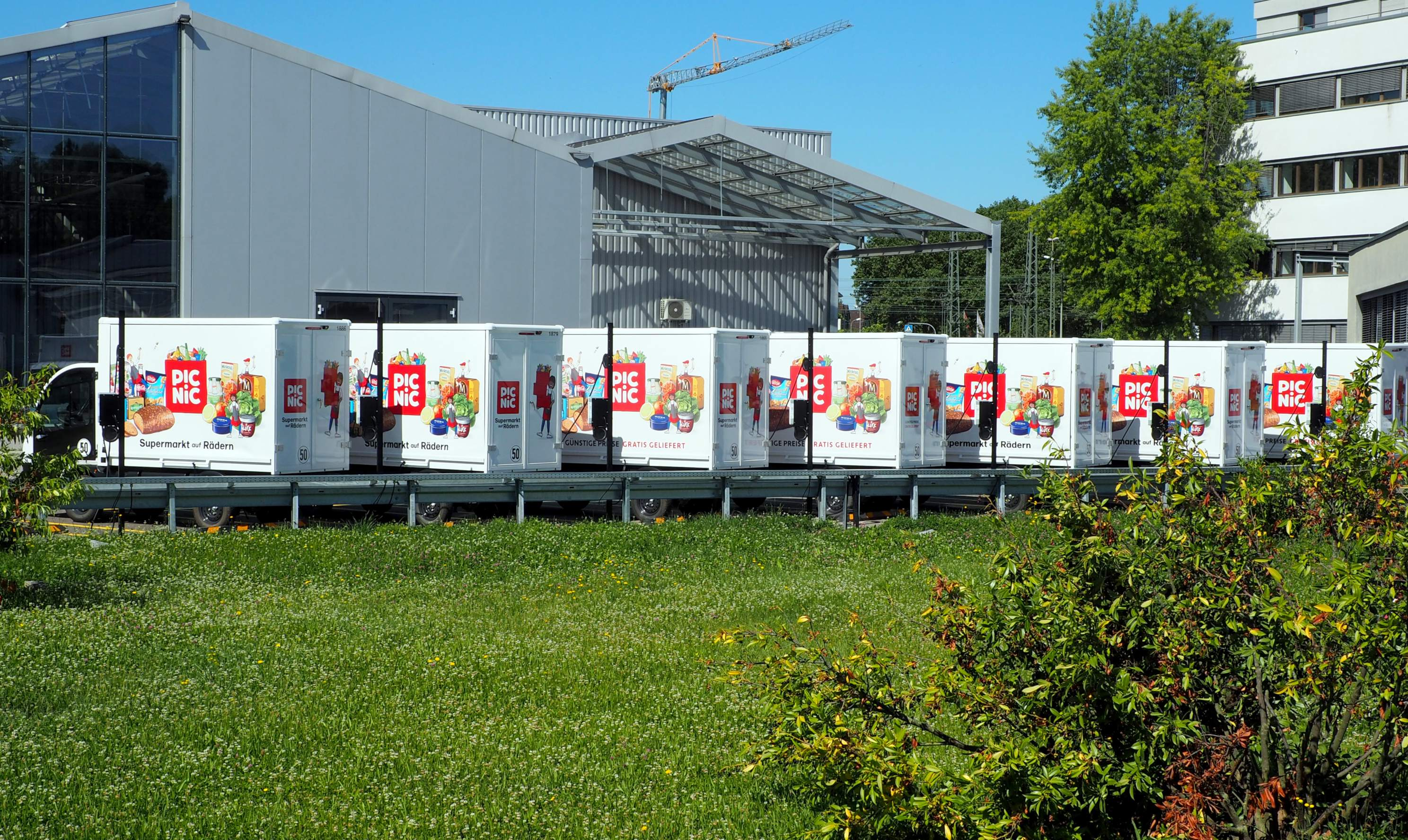
Lieferfahrzeuge bei der Umladestation Karlsruhe

Die elektrischen Lieferfahrzeuge werden vom französischen Hersteller Goupil hergestellt und wurden auf der Basis von Gabelstaplern entwickelt. Die Lieferfahrzeuge werden lokal mit den Sendungen beladen, die zuvor in Logistikzentren zusammengestellt werden.
Bis Mai 2020 betrug der Mindestbestellwert 25 €, danach lag er bei 35 €, inzwischen bei 40 € bis 60 €. Die Lieferung wird kostenlos angeboten.
Eine Bestellung ist nur möglich, wenn der Kunde die Picnic App auf einem Android- oder iOS-Mobilgerät installiert und sich bei Picnic mit seiner vollständigen Adresse angemeldet hat.